# St. Ingberter Pfanne
Die St. Ingberter Pfanne ist ein Kleinkunstpreis, der seit 1985 jährlich von der saarländischen Stadt St. Ingbert verliehen wird. Das Projekt wurde vom damaligen St. Ingberter Kulturamtsleiter Elmar Peiffer konzeptionell erarbeitet und zum Erfolg geführt.
Im deutschen Sprachraum hat sich die Pfanne neben dem Deutschen Kleinkunstpreis des unterhaus – Mainzer Forum-Theater und dem Salzburger Stier  als einer der drei entsprechend wichtigsten Preise etabliert.

## Vergabe
Der Kleinkunst-Förderpreis St. Ingberter Pfanne wird im Rahmen eines Wettbewerbs während der lokalen Woche der Kleinkunst verliehen; er wendet sich an Akteure und Aktricen aus den Sparten Kabarett, Liedermacher, Pantomime, Bewegungs- und Musiktheater sowie neuen Formen der Kleinkunst.
Am Wettbewerb Interessierte können sich mit ihrem deutschsprachigen Programm per Video bewerben. Eine Fachjury nominiert aus den eingereichten Bewerbungen zwölf (mehrere Jahre sogar 15) Kandidaten (Solisten und Gruppen) für den eigentlichen Wettbewerb. An vier Wettbewerbsabenden (zwischenzeitlich einige Jahre fünf Wettbewerbsabende) treten jeweils drei Kandidaten mit einem dreiviertelstündigen Programm auf. Von der Fachjury werden – unabhängig vom Genre – zwei Preisträger ermittelt, die jeweils einen gleichwertigen Preis – die St. Ingberter Pfanne – mit einem Preisgeld in Höhe von jeweils 4000 Euro erhalten. Die Veranstaltungen werden seit 2012 aufgezeichnet und mit jeweils einem Künstler unter dem Namen kabarett.com im SWR Fernsehen gesendet.
Die Jury kann auch entscheiden, die Preise auf mehrere Wettbewerbsteilnehmer aufzuteilen. Zusätzlich zu den Hauptpreisen wählt das Publikum seinen eigenen Preisträger; der „Publikumspreis der Sparda-Bank Südwest“ ist mit ebenfalls 4000 Euro dotiert. Zwischenzeitlich wurde ein weiterer Preis vergeben, der „Extra-Preis der Sparda-Bank Südwest“; er wurde für „innovative, bislang nicht erlebte Leistungen“ [Veranstalter] verliehen. Dieser Preis wurde ab dem Jahr 2013 nicht mehr vergeben. Erstmals im Jahr 2015 stiftete der saarländische Minister für Bildung und Kultur Ulrich Commerçon einen mit 4000 Euro dotierten Sonderpreis, der von einer Jugend- und Schüler-Jury vergeben wird. Alle übrigen Teilnehmer erhalten einen Anerkennungsbetrag. Die Pfanne ist mit Preisgeldern in Höhe von insgesamt 25.000 Euro ausgestattet und damit der höchstdotierte Kleinkunstpreis im deutschen Sprachraum.
Finanziert wird die Woche der Kleinkunst von der Stadt St. Ingbert und Sponsoren, darunter der Hauptsponsor Sparda-Bank Südwest, der auch den Publikumspreis und seit 2008 den Extra-Preis stiftet.

## Preisträger
- 1986: Fritz Lakritz, Markus Munzer-Dorn, Totales Bamberger Cabaret, Harakatz & Ali (Sonderpreis)[1]
- 1987: Duo Vital, Grautvornix, Martin Hermann
- 1988: Andreas Giebel, Die fliehenden Ägypter, Robert Griess
- 1989: Mobile, Rüdiger Hoffmann, „Wenn Junge Männer werden“-Theater (Hartmut El Kurdi, Matthias Günther, Ralph Suda)
- 1990: Bernd Vogel, Sybille Schrödter
- 1991: Ars Vitalis, Gruppo di Valtorta, Tri Bühne
- 1992: Olaf Böhme, Phrasenmäher (Achim Ballert, Karin Liersch, Frank Lüdecke, Dirk Lemmermann)
- 1993: Adalbert Sedlmeier, flexibell
- 1994: Mime Crime, Rosa K. Wirtz
- 1995: Lars Reichow, Lutz von Rosenberg Lipinsky, Pagliaccia
- 1996: Die Buschtrommel, Pigor & Eichhorn
- 1997: Die Scheinheiligen, Martina Brandl
- 1998: Bodo Wartke, Jo van Nelsen
- 1999: Kabarett Nestbeschmutzer, O. Lendl
- 2000: Duo Full House, LaLeLu, Rolf Miller
- 2001: Armin Fischer, Friedhelm Kändler, Malediva
- 2002: Seibel & Wohlenberg, Claus von Wagner
- 2003: Christoph Sieber, FaberhaftGuth, Verena Guido (Sonderpreis)
- 2004: Olaf Schubert, Eckart von Hirschhausen
- 2005: Mr. Edd & Lefou, Kay Ray
- 2006: Christian Hirdes, Florian Schroeder
- 2007: Annamateur & die Außensaiter, Otmar Traber, Waschkraft
- 2008: Sebastian 23, Sascha Bendiks & Simon Höneß, Toni Bartls RecyKlang, Bidla Buh (Extra-Preis der Sparda-Bank)
- 2009: Linne und Riesling, Sven Ratzke, Max Uthoff (Extra-Preis der Sparda-Bank)
- 2010: Das Geld liegt auf der Fensterbank, Marie; Axel Pätz; Philipp Scharri; Stefan Ebert (Extra-Preis der Sparda-Bank)
- 2011: Anny Hartmann, Duo Luna-Tic (Judith Bach und Stéfanie Lang)
- 2012: Till Reiners, Team & Struppi (Jasper Diedrichsen, Moritz Neumeier), Michael Krebs (Publikumspreis)
- 2013: Simon & Jan, Martin Zingsheim, Benjamin Tomkins (Publikumspreis)
- 2014: Timo Wopp, René Sydow, Timo Wopp (Publikumspreis)
- 2015: Hauptpreise: Moritz Neumeier, Stenzel & Kivits (Tiny van den Eijnden & Wilbert Kivits); Publikumspreis: Stenzel & Kivits; Sonderpreis des Kultusministers: Ulan & Bator
- 2016: Hauptpreise: Delta Q. (Till Buddecke, Martin Lorenz, Sebastian Hengst, Thomas Weigel); Ursula von Rätin (Cornelia Fritzsche); Publikumspreis: Delta Q.; Sonderpreis des Kultusministers: Daphne de Luxe (Daphne Haderlein)
- 2017: Hauptpreise: Stefan Danziger; Tonträger; Publikumspreis: Stefan Danziger; Preis der Jugendjury: Tonträger
- 2018: Hauptpreise: Suchtpotenzial; BlöZinger; Publikumspreis: Suchtpotenzial; Preis der Jugendjury: Nektarios Vlachopoulos
- 2019: Hauptpreise: Fatih Çevikkollu; Florian Hacke; Publikumspreis: Quichotte; Preis der Jugendjury: Jean-Philippe Kindler
- 2020: Hauptpreise: Eva Eiselt; Stefan Waghubinger; Publikumspreis und Preis der Jugendjury: „anders“
- 2021: Hauptpreise: Uta Köbernick (Jurypreis), Artem Zolotarov (Jurypreis und Publikumspreis), Jan van Weyde (Preis der Kulturministerin)
- 2022: Hauptpreise: Thomas Reis (Jurypreis), Miss Allie (Jurypreis), Mackefisch (Publikumspreis) Preis der Jugendjury: Hinnerk Köhn
- 2023: Hauptpreise: Bumillo und Andreas Langsch (Jurypreis) und (Publikumspreis), Henning Schmidtke Preis der Kulturministerin ermittelt von einer Jugendjury
- 2024: Tridiculous (Jurypreis, Publikumspreis und Preis der Kulturministerin), Chin Meyer (Jurypreis)[2]

## Rekorde
Das Kleinkunsttrio Tridiculous wurde im Jahr 2024 zum ersten Teilnehmer der St. Ingberter Pfanne, der sowohl einen der beiden Hauptpreise als auch den Preis der Kulturministerin und den Publikumspreis für sich entscheiden konnte.